# Lacrosse in Australien

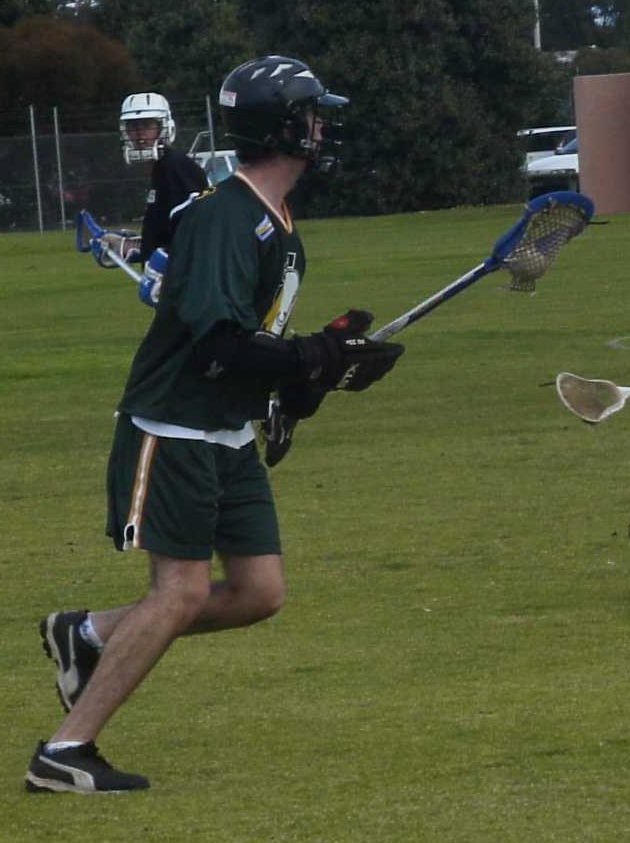
Ein Woodville Warriors Lacrosse Spieler aus Süd-Australien.

Lacrosse wurde im Jahr 1876 in Australien eingeführt. Lambton L. Mount, ein kanadischer Goldgräber, importierte 40 Lacrosse-Schläger, um das Spiel in Melbourne bekannt zu machen. Am 22. April 1876 trugen etwa 20 Spieler das erste Lacrosse-Spiel im dortigen Albert Park aus. Im Jahr 1879 gründeten die Lacrosse Clubs von Melbourne, Fitzroy, South Melbourne und Carlton die Victorian Lacrosse Association.
Das erste Lacrosse-Spiel in Südaustralien hat 1885 in den Adelaide Parklands stattgefunden. Nach dem erfolgreichen Aufbau der Lacrosse Clubs von North Adelaide, Noarlunga und Knightsbridge wurde schließlich im Jahr 1888 die South Australian Lacrosse Association gegründet. In Westaustralien fand 1895 das erste Spiel statt.
Ein nationaler Verband, der Australian Lacrosse Council (heute Lacrosse Australia), entstand im Jahre 1931.

## Lacrosse heute

### Victoria
- Männer – State League, Division 1, Division 2, Division 3, under 17, under 15, under 13, under 11.
- Frauen – State League, A Grade, B Grade, under 17, under 15, under 13, under 11.

### South Australia
- Männer – League, League Reserve, B Grade, under 17, under 15, under 13, under 11.
- Frauen – STX League, League Reserve, B Grade, under 17, under 15, under 13, under 11.

### Western Australia
- Männer – Division 1, Division 2, under 17, under 15, under 13.
- Frauen – A Grade, A Reserve Grade, C Grade, D Grade